# Bilohorivka
Bilohorivka (ukrajinsky Білогорівка, rusky Белогоровка – Bělogorovka) je obec v Severodoněckém rajónu Luhanské oblasti Ukrajiny. V roce 2021 v obci žilo asi 828 obyvatel. Nedaleko obce leží již nevyužívaný křídový lom.

## Historie
Obec je poprvé písemně zmíněna k roku 1720 v dokumentech cara Petra Velikého a vyznačena na ruské vojenské mapě správního území Slavjanoserbije (ukrajinsky Слов'яносербія) z roku 1752. Její název Bílá Hora byl odvozen od křídových skal. Roku 1880 zdejší horniny zkoumal Dmitrij Ivanovič Mendělejev a doporučil caru Mikuláši I. těžbu křídy. Lysičanský závod využíval křídový lom v letech 1897-2013. 
Od roku 1958 má Bilohorivka statut obce městského typu, administrativně tvoří městskou aglomeraci společně s obcemi Šypylivka (Шипилівка), Zolotarivka (Золотарівка) a Verchnokamjanka. (Верхньокам'янка).

## Ruská invaze na Ukrajinu

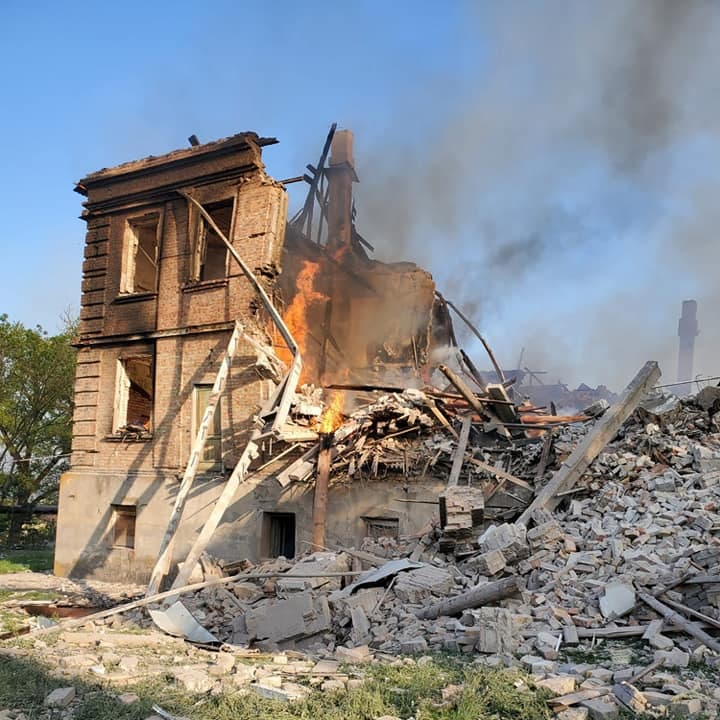
Škola v Bilohorivce, zbořená ruskou bombou 7. května 2022

V roce 2022 během ruské invaze na Ukrajinu probíhají nedaleko obce na březích řeky Severní Doněc intenzivní boje. Ruská armáda utrpěla značné ztráty během května při pokusech o překročení řeky nedaleko obce za pomoci pontonových mostů. Podle rozvědky Spojeného království šlo o součást úsilí Ruska prolomit ukrajinskou obranu směrem ke Slovjansku a Kramatorsku, aby dosáhlo obklíčení ukrajinských vojsk a jejich izolování od logistiky a posil ze západu Ukrajiny. Po ruském bombardování školy v Bilohorivce 7. května 2022 zůstalo v jejích troskách odhadem 24 až 60 obětí. Při pokusu o přechod řeky Severní Doněc u Bilohorivky 11. května 2022 ruská armáda utrpěla vážné ztráty: přišla o více než sedmdesát tanků T-72 a T-80, desítky bojových vozidel pěchoty, pontonový most a techniku na jeho postavení. Kromě toho zahynulo 485 ruských vojáků.
Dne 19. září 2022 byla obec osvobozena ozbrojenými silami Ukrajiny.